# Asako Takakuraová
Asako Takakuraová (japonsky 高倉 麻子, * 19. dubna 1968 Fukušima) je bývalá japonská fotbalistka.

## Reprezentační kariéra
Za japonskou reprezentaci v letech 1984 až 1999 odehrála 79 reprezentačních utkání. Byla členkou japonské reprezentace i na Mistrovství světa ve fotbale žen 1991, 1995 a Letních olympijských hrách 1996.

## Statistiky
| Japonsko | Japonsko | Japonsko |
| Roky     | Záp.     | Góly     |
| -------- | -------- | -------- |
| 1984     | 3        | 0        |
| 1985     | 0        | 0        |
| 1986     | 11       | 3        |
| 1987     | 3        | 4        |
| 1988     | 3        | 0        |
| 1989     | 6        | 3        |
| 1990     | 4        | 2        |
| 1991     | 12       | 4        |
| 1992     | 0        | 0        |
| 1993     | 5        | 6        |
| 1994     | 7        | 2        |
| 1995     | 9        | 0        |
| 1996     | 10       | 0        |
| 1997     | 0        | 0        |
| 1998     | 0        | 0        |
| 1999     | 6        | 5        |
| Celkem   | 79       | 29       |

## Úspěchy

### Reprezentační
- Mistrovství Asie:  1986, 1991, 1995;  1989, 1993